# Rozvaliny Gorlanu
Rozvaliny Gorlanu (v anglickém originále The Ruins of Gorlan) je první kniha ze série Hraničářův učeň od autora Johna Flanagana. Flanagan napsal knihu, aby přilákal svého tehdy dvanáctiletého syna ke čtení. Hlavní postava série, Will, má vlastnosti právě jeho syna Mika.

## Obsah
Patnáctiletý Will, sirotek který vyrůstal v opatrovně na hradě Redmontu, dostal možnost požádat o učení u hradních mistrů. Willovým přáním bylo jít do učení do bojové školy, ale tam ho pro jeho malý vzrůst nevzali. Najednou se objevil Halt, zachmuřený a tajemný hraničář, a předal baronovi list papíru, který měl určit, co s Willem bude dál.
Will se tedy rozhodl vylézt po věži do pracovny barona Aralda, ve které baron list ponechal. Podařilo se mu to, ale než si list stačil přečíst, chytil ho za zápěstí Halt a odvedl ho za baronem, který Willovi prozradil, že na něj čekali. Dostal nabídku vyučit se hraničářem.
Druhého dne ráno Will nastoupil do učení u Halta. U Halta se naučil zacházet s lukem, saxonským a vrhacím nožem a když byl v učení měsíc, zavedl ho Halt ke Starému Bobovi, který cvičil koně pro hraničářský sbor. Pro Willa Bob vycvičil poníka Cuka. Když se vrátili do chaty, Will dostal jeden den volna, aby se mohl setkat s kamarády z opatrovny na dožínkové slavnosti. Tam se potkal s Horácem, kamarádem z opatrovny, kterého v bojové škole šikanují. Horác Willa kvůli slabomyslným myšlenkám vyprovokoval a chlapce od sebe odtrhl až Horácův bojový mistr, sir Rodney.
Halt učil Willa také stopování a společně narazili na stopy divokého kance. Všichni rytíři byli nadšeni lovem a sir Rodney s sebou vzal také Horáce. Horác mimořádně vynikal v zacházení s mečem, ale šikanovali ho tři starší kadeti a on to nikomu neřekl. Halt s Willem se lovu účastnili také. Jejich úkolem bylo zabít kance, kdyby pronikl linií lovců. Když jeden rytíř skolil kance, všichni mu blahopřáli, ale v houští byl druhý divočák, o němž nikdo nevěděl, a zaútočil na Horáce.
Will odlákal pozornost kance na sebe, a zachránil tak Horácovi život. Když kanec zaútočil na Willa, nejdříve ho zachránil Cuk a poté Halt kance zastřelil. Horác nabídl Willovi přátelství a pomoc v nouzi. Když se ale Horác vrátil do bojové školy, tři kadeti, kteří ho šikanovali, si ho našli a pořádně ho zmlátili. Horác zaslechl, že chtějí to samé udělat i Willovi, a tak se přemohl a spěchal mu na pomoc. Když tam dorazil, už začali Willa bít. Když se chystali na Horáce zaútočit znovu, Halt je odzbrojil a nechal Horáce, aby jim svým cvičným mečem splatil měsíce šikany. Tři učni byli poté vyhoštěni z Araluenu. Horác ani nestihl poděkovat, protože brzy poté odjeli Halt s Willem na každoroční hraničářský sněm. Cestou se spojili s Gilanem, bývalým Haltovým učněm. Na sněmovišti ale všichni balili, hraničářský sněm se nekonal. Crowley, velitel hraničářů, poslal Halta, Gilana a Willa, aby zabili kalkary. Kalkarové jsou příšery, podobní medvědům, chodící po zadních a sloužící lordu Morgarathovi, který připravuje druhou válku proti zemi, ve které Will a jeho přátelé žijí, proti Araluenu. Hraničáři tedy stopují kalkary a když se přiblížili k rozvalinám Gorlanu, bývalému hradu Morgaratha, Halt poslal Willa pro pomoc na hrad Redmont. Will střídal svého a Gilanova koně a proto zvládl dvoudenní cestu za jeden den. Gilan mezitím šel za Haltem pěšky. Baron Arald a sir Rodney se hned vydali na cestu na pomoc Haltovi. Halta našli poté, co zabil jednoho ze dvou kalkarů a byl zraněný. Druhý kalkara ale zranil oba rytíře a Will se tedy rozhodl vystřelit na kalkara zápalný šíp, protože jeho srst ho sice skvěle chrání, ale je velice hořlavá. Will potom ošetřil Halta i oba rytíře.
Na hradě Redmontu se baron Arald rozhodl poděkovat Willovi za svou záchranu nabídkou přestupu do bojové školy, kam Will moc chtěl. Will odmítl, protože se mu víc zamlouval hraničářský výcvik a tak pokračoval u Halta v učení na hraničáře.

## Ocenění
Knížka v roce 2004 dostala ocenění Aurealis Award v kategorii Children’s Long Fiction. O rok později byla knížka zvolena v The Children's Book Council of Australia do kategorie Notable Book.